# Siriella distinguenda
Siriella distinguenda är en kräftdjursart som beskrevs av Hansen 1910. Siriella distinguenda ingår i släktet Siriella och familjen Mysidae. Inga underarter finns listade i Catalogue of Life.